# نظرآباد قلعه
نظرآباد قلعه ، روستایی است از توابع بخش مرکزی شهرستان ارومیه و در شهرستان ارومیه استان آذربایجان غربی ایران.

## جمعیت
این روستا در دهستان ترکمان قرار داشته و بر اساس سرشماری سال ۱۳۸۵ جمعیت آن ۱۱۱ نفر (۲۸ خانوار)
بوده‌ است.